# Olympische Sommerspiele 2020/Teilnehmer (Südafrika)
| Gelbes Symbol für Goldmedaillen mit stilisierten Olympischen Ringen | Graues Symbol für Silbermedaillen mit stilisierten Olympischen Ringen | Braundes Symbol für Bronzemedaillen mit stilisierten Olympischen Ringen |
| ------------------------------------------------------------------- | --------------------------------------------------------------------- | ----------------------------------------------------------------------- |
| 1                                                                   | 2                                                                     | —                                                                       |

Südafrika nahm an den Olympischen Spielen 2020 in Tokio mit 177 Sportlern in 19 Sportarten teil. Es war die insgesamt 20. Teilnahme an Olympischen Sommerspielen.

## Medaillengewinner

### Gold
| Name                | Sportart  | Wettkampf          |
| ------------------- | --------- | ------------------ |
| Tatjana Schoenmaker | Schwimmen | 200 m Brust Frauen |

### Silber
| Name                | Sportart  | Wettkampf          |
| ------------------- | --------- | ------------------ |
| Tatjana Schoenmaker | Schwimmen | 100 m Brust Frauen |
| Bianca Buitendag    | Surfen    | Shortboard Frauen  |

## Teilnehmer nach Sportarten

### Fußball
Durch den dritten Platz beim U23-Afrika-Cup 2019 qualifizierte sich die südafrikanische Männermannschaft.
| Wettbewerb      | Männer (Spiele/Tore) |
| --------------- | --- |
| Athleten        | Thabo Cele (3/0) Luke Fleurs (3/0) Reeve Frosler (3/0) Kobamelo Kodisang (3/1) Sibusiso Mabiliso (1/0) Macbeth Mahlangu (1/0) Kamohelo Mahlatsi (2/0) Evidence Makgopa (3/1) Tercious Malepe (3/0) Sifiso Mlungwana Katlego Mohamme (2/0) Teboho Mokoena (3/1) Thabiso Monyane (1/0) Goodman Mosele (3/0) Mondli Mpoto Thendo Mukumela (3/0) Nkosingiphile Ngcobo (3/0) Luther Singh (3/0) Ronwen Williams (3/0) |
| Trainer         | David Notoane |
| P-Akkreditierte | Lyle Foster Fagrie Lakay Sipho Mbule |
| Gruppenphase    | Japan (0:1) Frankreich (3:4) Mexiko (0:3) |
| Viertelfinale   | ausgeschieden |
| Halbfinale      | ausgeschieden |
| Finale          | ausgeschieden |
| Platzierung     | Gruppenletzter |

### Golf
| Athleten                | Runde 1 | Runde 2 | Runde 3 | Runde 4 | Gesamt | Par | Rang |
| ----------------------- | ------- | ------- | ------- | ------- | ------ | --- | ---- |
| Männer                  |         |         |         |         |        |     |      |
| Christiaan Bezuidenhout | 68      | 70      | 68      | 67      | 273    | −11 | 16   |
| Garrick Higgo           | 71      | 71      | 70      | 72      | 284    | E   | 53   |

### Hockey
Beide Mannschaften gewannen das afrikanische Qualifikationsturnier und qualifizierten sich damit für die Spiele.
| Wettbewerb    | Frauen (Spiele/Tore) | Männer (Spiele/Tore) |
| ------------- | --- | --- |
| Athleten      | (TW) Phumelela Mbande (5/0) Celia Seerane (5/0) Nicole Walraven (4/1) Edith Molikoe (5/0) Taryn Potts (4/0) Marizen Marais (4/1) Kristen Paton (5/0) Robyn Johnson (5/0) Onthatile Zulu (4/0) Lisa-Marie Deetlefs (4/0) Nomnikelo Veto (3/0) Erin Christie (4/1) Charné Maddocks (4/0) Lilian du Plessis (5/0) Lerato Mahole (5/0) Quanita Bobbs (5/0) Tarryn Glasby (5/1) Toni Marks (3/1) | Mustaphaa Cassiem (5/3) Tyson Dlungwana (4/0) Austin Smith (5/0) Timothy Drummond (5/0) Nduduza Lembethe (5/0) Keenan Horne (5/1) Matthew Guise-Brown (5/3) Rusten Abrahams (1/0) Dayaan Cassiem (5/3) Ryan Julius (4/0) Taine Paton (5/0) Tevin Kok (5/1) Jethro Eustice (5/0) Daniel Bell (1/0) (TW) Rassie Pieterse (5/0) Nicholas Spooner (5/2) Nqobile Ntuli (5/2) Samkelo Mvimbi (5/1) |
| Trainer       | Robin Van Ginkel | Gareth Ewing |
| Gruppenphase  | Irland (0:2) Großbritannien (1:4) Niederlande (0:5) Deutschland (1:4) Indien (3:4) | Großbritannien (1:3) Niederlande (3:5) Belgien (4:9) Deutschland (4:3) Kanada (4:4) |
| Viertelfinale | ausgeschieden | ausgeschieden |
| Halbfinale    | ausgeschieden | ausgeschieden |
| Finale        | ausgeschieden | ausgeschieden |
| Platzierung   | 12. Platz | 10. Platz |

### Judo
| Athleten          | Wettbewerb | 1. Runde  | 1. Runde | 2. Runde | 2. Runde | Achtelfinale  | Achtelfinale  | Viertelfinale | Viertelfinale | Halbfinale / Trostrunde | Halbfinale / Trostrunde | Finale / Platz 3 | Finale / Platz 3 | Rang |
| Athleten          | Wettbewerb | Gegner    | Ergebnis | Gegner   | Ergebnis | Gegner        | Ergebnis      | Gegner        | Ergebnis      | Gegner                  | Ergebnis                | Gegner           | Ergebnis         | Rang |
| ----------------- | ---------- | --------- | -------- | -------- | -------- | ------------- | ------------- | ------------- | ------------- | ----------------------- | ----------------------- | ---------------- | ---------------- | ---- |
| Frauen            |            |           |          |          |          |               |               |               |               |                         |                         |                  |                  |      |
| Geronay Whitebooi | bis 48 kg  | P. Pareto | 0s1:10   | —        | —        | ausgeschieden | ausgeschieden | ausgeschieden | ausgeschieden | ausgeschieden           | ausgeschieden           | ausgeschieden    | ausgeschieden    | 17   |

### Leichtathletik
Laufen und Gehen 
| Athleten                                                          | Wettbewerb   | Runde 1      | Runde 1 | Halbfinale    | Halbfinale    | Finale        | Finale        |
| Athleten                                                          | Wettbewerb   | Zeit         | Rang    | Zeit          | Rang          | Zeit          | Rang          |
| ----------------------------------------------------------------- | ------------ | ------------ | ------- | ------------- | ------------- | ------------- | ------------- |
| Frauen                                                            |              |              |         |               |               |               |               |
| Dominique Scott-Efurd                                             | 5000 m       | 15:13,94 min | 13      | —             | —             | ausgeschieden | ausgeschieden |
| Dominique Scott-Efurd                                             | 10.000 m     | —            | —       | —             | —             | 32:14,05 min  | 20            |
| Wenda Nel                                                         | 400 m Hürden | 56,06 s      | 3       | 56,35 s       | 7             | ausgeschieden | ausgeschieden |
| Gerda Steyn                                                       | Marathon     | —            | —       | —             | —             | 2:32:10 h     | 15            |
| Irvette van Zyl                                                   | Marathon     | —            | —       | —             | —             | DNF           | DNF           |
| Männer                                                            |              |              |         |               |               |               |               |
| Tlotliso Leotlela                                                 | 100 m        | 10,04 s      | 1       | 10,03 s       | 4             | ausgeschieden | ausgeschieden |
| Shaun Maswanganyi                                                 | 100 m        | 10,12 s      | 6       | 10,10 s       | 3             | ausgeschieden | ausgeschieden |
| Akani Simbine                                                     | 100 m        | 10,08 s      | 1       | 9,90 s        | 4             | 9,93 s        | 4             |
| Anaso Jobodwana                                                   | 200 m        | 20,78 s      | 3       | 20,88 s       | 8             | ausgeschieden | ausgeschieden |
| Shaun Maswanganyi                                                 | 200 m        | 20,58 s      | 2       | 20,18 s       | 4             | ausgeschieden | ausgeschieden |
| Clarence Munyai                                                   | 200 m        | 20,49 s      | 4       | 20,49 s       | 6             | ausgeschieden | ausgeschieden |
| Zakithi Nene                                                      | 400 m        | 45,74 s      | 5       | ausgeschieden | ausgeschieden | ausgeschieden | ausgeschieden |
| Wayde van Niekerk                                                 | 400 m        | 45,25 s      | 3       | 45,14 s       | 5             | ausgeschieden | ausgeschieden |
| Thapelo Phora                                                     | 400 m        | 45,83 s      | 5       | ausgeschieden | ausgeschieden | ausgeschieden | ausgeschieden |
| Lesiba Precious Mashele                                           | 5000 m       | 13:48,25 min | 15      | —             | —             | ausgeschieden | ausgeschieden |
| Antonio Alkana                                                    | 110 m Hürden | 13,55 s      | 6       | ausgeschieden | ausgeschieden | ausgeschieden | ausgeschieden |
| Sokwakhana Zazini                                                 | 400 m Hürden | 49,51 s      | 3       | 48,99 s       | 6             | ausgeschieden | ausgeschieden |
| Wayne Snyman                                                      | 20 km Gehen  | —            | —       | —             | —             | 1:24:33 h     | 20            |
| Marc Mundell                                                      | 50 km Gehen  | —            | —       | —             | —             | 4:14:37 h     | 40            |
| Elroy Gelant                                                      | Marathon     | —            | —       | —             | —             | 2:16:43 h     | 34            |
| Desmond Mokgobu                                                   | Marathon     | —            | —       | —             | —             | DNF           | DNF           |
| Stephen Mokoka                                                    | Marathon     | —            | —       | —             | —             | DNF           | DNF           |
| Shaun Maswanganyi Clarence Munyai Akani Simbine Chederick van Wyk | 4 × 100 m    | DNF          | DNF     | —             | —             | ausgeschieden | ausgeschieden |
| Ranti Dikgale Zakithi Nene Thapelo Phora Lythe Pillay             | 4 × 400 m    | 3:01,18 min  | 7       | —             | —             | ausgeschieden | ausgeschieden |

 Springen und Werfen 
| Athleten         | Wettbewerb  | Qualifikation | Qualifikation | Finale        | Finale        | Rang |
| Athleten         | Wettbewerb  | Weite/Höhe    | Rang          | Weite/Höhe    | Rang          | Rang |
| ---------------- | ----------- | ------------- | ------------- | ------------- | ------------- | ---- |
| Frauen           |             |               |               |               |               |      |
| Jo-Ane van Dyk   | Speerwurf   | 57,69 m       | 24            | ausgeschieden | ausgeschieden | 24   |
| Männer           |             |               |               |               |               |      |
| Cheswill Johnson | Weitsprung  | NMW           | NMW           | ausgeschieden | ausgeschieden | –    |
| Ruswahl Samaai   | Weitsprung  | 7,74 m        | 22            | ausgeschieden | ausgeschieden | 22   |
| Kyle Blignaut    | Kugelstoßen | 20,97 m       | 8             | 21,00 m       | 6             | 6    |
| Jason van Rooyen | Kugelstoßen | 20,29 m       | 19            | ausgeschieden | ausgeschieden | 19   |
| Rocco van Rooyen | Speerwurf   | 77,41 m       | 23            | ausgeschieden | ausgeschieden | 23   |

### Radsport

#### Bahn
| Athleten          | Wettbewerb | Qualifikation | Qualifikation | Finals        | Finals        | Rang |
| Athleten          | Wettbewerb | Zeit          | Rang          | Zeit          | Rang          | Rang |
| ----------------- | ---------- | ------------- | ------------- | ------------- | ------------- | ---- |
| Frauen            |            |               |               |               |               |      |
| Charlene du Preez | Sprint     | 10,974 s      | 22            | ausgeschieden | ausgeschieden | 22   |
| Männer            |            |               |               |               |               |      |
| Jean Spies        | Sprint     | 9,787 s       | 27            | ausgeschieden | ausgeschieden | 27   |

Keirin
| Athleten          | Wettbewerb | 1. Runde | Hoffnungslauf | Viertelfinale | Halbfinale    | Finale        | Rang          |
| Athleten          | Wettbewerb | Rang     | Rang          | Rang          | Rang          | Rang          | Rang          |
| ----------------- | ---------- | -------- | ------------- | ------------- | ------------- | ------------- | ------------- |
| Frauen            |            |          |               |               |               |               |               |
| Charlene du Preez | Keirin     | 4        | 5             | ausgeschieden | ausgeschieden | ausgeschieden | ausgeschieden |
| Männer            |            |          |               |               |               |               |               |
| Jean Spies        | Keirin     | 5        | 5             | ausgeschieden | ausgeschieden | ausgeschieden | ausgeschieden |

Omnium
| Männer      |        |    |   |    |   |    |    |     |    |     |    |
| David Maree | Omnium | 20 | 2 | 18 | 6 | 15 | 12 | −37 | 18 | −17 | 19 |

#### Straße
| Athleten         | Wettbewerb       | Zeit         | Rang |
| ---------------- | ---------------- | ------------ | ---- |
| Frauen           |                  |              |      |
| Ashleigh Moolman | Straßenrennen    | 3:54:31 h    | 13   |
| Carla Oberholzer | Straßenrennen    | DNF          | –    |
| Ashleigh Moolman | Einzelzeitfahren | 32:37,60 min | 8    |
| Männer           |                  |              |      |
| Stefan de Bod    | Straßenrennen    | 6:16:53 h    | 52   |
| Nic Dlamini      | Straßenrennen    | DNF          | –    |
| Ryan Gibbons     | Straßenrennen    | DNF          | –    |
| Stefan de Bod    | Einzelzeitfahren | 57:57,10 min | 14   |

#### Mountainbike
| Athleten      | Wettbewerb    | Zeit      | Rang |
| ------------- | ------------- | --------- | ---- |
| Frauen        |               |           |      |
| Candice Lill  | Cross-Country | 1:26:20 h | 24   |
| Männer        |               |           |      |
| Alan Hatherly | Cross-Country | 1:26:33 h | 8    |

#### BMX
| Athleten     | Wettbewerb | Viertelfinale | Viertelfinale | Halbfinale    | Halbfinale    | Finale        | Finale        | Rang |
| Athleten     | Wettbewerb | Punkte        | Rang          | Punkte        | Rang          | Zeit          | Rang          | Rang |
| ------------ | ---------- | ------------- | ------------- | ------------- | ------------- | ------------- | ------------- | ---- |
| Männer       |            |               |               |               |               |               |               |      |
| Alex Limberg | BMX-Rennen | 18            | 6             | ausgeschieden | ausgeschieden | ausgeschieden | ausgeschieden | 24   |

### Reiten

#### Vielseitigkeitsreiten
| Athleten                                         | Wettbewerb | Minuspunkte Dressur | Minuspunkte Gelände | Minuspunkte Springen | Minuspunkte Springen | Minuspunkte Gesamt | Rang |
| ------------------------------------------------ | ---------- | ------------------- | ------------------- | -------------------- | -------------------- | ------------------ | ---- |
| Victoria Scott-Legendre mit Valtho des Peupliers | Einzel     | 39,50               | 19,80               | aufgegeben           | ausgeschieden        | ausgeschieden      | 45   |

### Rudern
| Athleten                                                    | Wettbewerb             | Vorlauf     | Vorlauf | Vorlauf       | Hoffnungslauf | Hoffnungslauf | Hoffnungslauf | Halbfinale | Halbfinale | Halbfinale    | Finale        | Finale        | Rang |
| Athleten                                                    | Wettbewerb             | Zeit        | Platz   | Qualifikation | Zeit          | Platz         | Qualifikation | Zeit       | Platz      | Qualifikation | Zeit          | Platz         | Rang |
| ----------------------------------------------------------- | ---------------------- | ----------- | ------- | ------------- | ------------- | ------------- | ------------- | ---------- | ---------- | ------------- | ------------- | ------------- | ---- |
| Männer                                                      |                        |             |         |               |               |               |               |            |            |               |               |               |      |
| Luc Daffarn Jake Green                                      | Zweier ohne Steuermann | 7:04,03 min | 5       | Hoffnungslauf | 6:57,01 min   | 4             | -             | —          | —          | —             | ausgeschieden | ausgeschieden | 13   |
| Lawrence Brittain Kyle Schoonbee John Smith Sandro Torrente | Vierer ohne Steuermann | 6:25,34 min | 5       | Hoffnungslauf | 6:30,34 min   | 6             | Finale B      | —          | —          | —             | 6:09,85 min   | 4             | 10   |

### 7er-Rugby
Die Männermannschaft qualifizierte sich als Vierte der World Rugby Sevens Series 2018/19 für die Spiele. Beim afrikanischen Qualifikationsturnier konnte die Frauenmannschaft sich für das 7er-Rugby-Turnier in Tokio qualifizieren. Da Südafrika aber keine Plätze von kontinentalen Turnieren annehmen wollte, lehnten sie den Platz ab.
| Wettbewerb         | Männer |
| ------------------ | --- |
| Athleten           | Chris Dry Sako Makata Impi Visser Zain Davids Angelo Davids JC Pretorius Branco du Preez Selvyn Davids Justin Geduld Kurt-Lee Arendse Siviwe Soyizwapi Stedman Gans Ronald Brown |
| Trainer            | Neil Powell |
| Gruppenphase       | Irland (33:4) Kenia (14:5) Vereinigte Staaten (17:12) |
| Viertelfinale      | Argentinien (14:19) |
| Halbfinale         | ausgeschieden |
| Finale             | ausgeschieden |
| Platzierungsspiele | Australien (22:19) Vereinigte Staaten (28:7) |
| Platzierung        | 5 |

### Schwimmen
| Athleten                                                       | Wettbewerb          | Vorlauf              | Vorlauf | Halbfinale    | Halbfinale    | Finale           | Finale        | Rang   |
| Athleten                                                       | Wettbewerb          | Zeit                 | Rang    | Zeit          | Rang          | Zeit             | Rang          | Rang   |
| -------------------------------------------------------------- | ------------------- | -------------------- | ------- | ------------- | ------------- | ---------------- | ------------- | ------ |
| Frauen                                                         |                     |                      |         |               |               |                  |               |        |
| Emma Chelius                                                   | 50 m Freistil       | 24,65 s (NR)         | 11      | 24,64 s (NR)  | 13            | ausgeschieden    | ausgeschieden | 13     |
| Erin Gallagher                                                 | 100 m Freistil      | 54,75 s              | 25      | ausgeschieden | ausgeschieden | ausgeschieden    | ausgeschieden | 25     |
| Tatjana Schoenmaker                                            | 100 m Brust         | 1:04,82 min (OR, AF) | 1       | 1:05,07 min   | 1             | 1:05,22 min      | 2             | Silber |
| Kaylene Corbett                                                | 200 m Brust         | 2:22,48 min          | 4       | 2:22,08 min   | 4             | 2:22,06 min      | 5             | 5      |
| Tatjana Schoenmaker                                            | 200 m Brust         | 2:19,16 min (OR, AF) | 1       | 2:19,33 min   | 1             | 2:18,95 min (WR) | 1             | Gold   |
| Erin Gallagher                                                 | 100 m Schmetterling | 59,69 s              | 26      | ausgeschieden | ausgeschieden | ausgeschieden    | ausgeschieden | 26     |
| Rebecca Meder                                                  | 200 m Lagen         | 2:14,79 min          | 23      | ausgeschieden | ausgeschieden | ausgeschieden    | ausgeschieden | 23     |
| Aimee Canny Rebecca Meder Duné Coetzee Erin Gallagher          | 4 × 200 m Freistil  | 8:01,56 min (AF)     | 11      | —             | —             | ausgeschieden    | ausgeschieden | 11     |
| Mariella Venter Tatjana Schoenmaker Erin Gallagher Aimee Canny | 4 × 100 m Lagen     | 4:03,02 min          | 14      | —             | —             | ausgeschieden    | ausgeschieden | 14     |
| Michelle Weber                                                 | 10 km Freiwasser    | —                    | —       | —             | —             | 2:06:56,5 h      | 21            | 21     |
| Männer                                                         |                     |                      |         |               |               |                  |               |        |
| Brad Tandy                                                     | 50 m Freistil       | 22,22 s              | 24      | ausgeschieden | ausgeschieden | ausgeschieden    | ausgeschieden | 24     |
| Michael Houlie                                                 | 100 m Brust         | 1:01,22 min          | 37      | ausgeschieden | ausgeschieden | ausgeschieden    | ausgeschieden | 37     |
| Chad Le Clos                                                   | 100 m Schmetterling | 51,89 s              | 18      | ausgeschieden | ausgeschieden | ausgeschieden    | ausgeschieden | 18     |
| Matthew Sates                                                  | 100 m Schmetterling | 52,34 s              | 32      | ausgeschieden | ausgeschieden | ausgeschieden    | ausgeschieden | 32     |
| Chad Le Clos                                                   | 200 m Schmetterling | 1:55,96 min          | 16      | 1:55,06 min   | 3             | 1:54,93 min      | 5             | 5      |
| Ethan du Preez                                                 | 200 m Schmetterling | 1:58,50 min          | 30      | ausgeschieden | ausgeschieden | ausgeschieden    | ausgeschieden | 30     |
| Pieter Coetze                                                  | 100 m Rücken        | 54,05 s              | 24      | ausgeschieden | ausgeschieden | ausgeschieden    | ausgeschieden | 24     |
| Martin Binedell                                                | 200 m Rücken        | 1:58,47 min          | 21      | ausgeschieden | ausgeschieden | ausgeschieden    | ausgeschieden | 21     |
| Matthew Sates                                                  | 200 m Lagen         | 1:58,08 min          | 15      | 1:58,75 min   | 14            | ausgeschieden    | ausgeschieden | 14     |
| Michael McGlynn                                                | 10 km Freiwasser    | —                    | —       | —             | —             | 1:51:32,7 h      | 8             | 8      |

### Segeln
| Athleten                    | Wettbewerb  | Qualifikation | Qualifikation | Medal Race    | Medal Race    | Punkte | Rang |
| Athleten                    | Wettbewerb  | Punkte        | Rang          | Punkte        | Rang          | Punkte | Rang |
| --------------------------- | ----------- | ------------- | ------------- | ------------- | ------------- | ------ | ---- |
| Männer                      |             |               |               |               |               |        |      |
| Leo Davis                   | Finn Dinghy | 159           | 19            | ausgeschieden | ausgeschieden | 159    | 19   |
| Alex Burger Benjamin Talbot | 49er        | 163           | 18            | ausgeschieden | ausgeschieden | 163    | 18   |

### Skateboard
| Athleten          | Wettbewerb | Qualifikation | Qualifikation | Finale        | Finale        | Rang |
| Athleten          | Wettbewerb | Punkte        | Rang          | Punkte        | Rang          | Rang |
| ----------------- | ---------- | ------------- | ------------- | ------------- | ------------- | ---- |
| Frauen            |            |               |               |               |               |      |
| Melissa Williams  | Park       | 8,30          | 20            | ausgeschieden | ausgeschieden | 20   |
| Männer            |            |               |               |               |               |      |
| Dallas Oberholzer | Park       | 24,08         | 20            | ausgeschieden | ausgeschieden | 20   |
| Brandon Valjalo   | Street     | 16,41         | 18            | ausgeschieden | ausgeschieden | 18   |

### Sportklettern
| Athleten           | Wettbewerb             | Qualifikation | Qualifikation | Qualifikation | Qualifikation | Qualifikation | Finale        | Finale        | Finale        | Finale        | Finale        | Rang |
| Athleten           | Wettbewerb             | Speed         | Bouldern      | Schwierigkeit | Punkte        | Rang          | Speed         | Bouldern      | Schwierigkeit | Punkte        | Rang          | Rang |
| ------------------ | ---------------------- | ------------- | ------------- | ------------- | ------------- | ------------- | ------------- | ------------- | ------------- | ------------- | ------------- | ---- |
| Frauen             |                        |               |               |               |               |               |               |               |               |               |               |      |
| Erin Sterkenburg   | Olympische Kombination | 20            | 17            | 20            | 6800          | 20            | ausgeschieden | ausgeschieden | ausgeschieden | ausgeschieden | ausgeschieden | 20   |
| Männer             |                        |               |               |               |               |               |               |               |               |               |               |      |
| Christopher Cosser | Olympische Kombination | 9             | 16            | 10            | 1440          | 16            | ausgeschieden | ausgeschieden | ausgeschieden | ausgeschieden | ausgeschieden | 16   |

### Surfen
| Athleten         | Wettbewerb | 1. Runde | 1. Runde | 2. Runde | 2. Runde | 3. Runde   | 3. Runde    | Viertelfinale | Viertelfinale | Halbfinale | Halbfinale | Finale / Platz 3 | Finale / Platz 3 | Rang   |
| Athleten         | Wettbewerb | Punkte   | Rang     | Punkte   | Rang     | Gegner     | Ergebnis    | Gegner        | Ergebnis      | Gegner     | Ergebnis   | Gegner           | Ergebnis         | Rang   |
| ---------------- | ---------- | -------- | -------- | -------- | -------- | ---------- | ----------- | ------------- | ------------- | ---------- | ---------- | ---------------- | ---------------- | ------ |
| Frauen           |            |          |          |          |          |            |             |               |               |            |            |                  |                  |        |
| Bianca Buitendag | Shortboard | 11,44    | 3        | 10,40    | 2        | S. Gilmore | 13,93:10,00 | Y. Hopkins    | 9,50:5,46     | C. Marks   | 11,00:3,67 | C. Moore         | 8,46:14,93       | Silber |

### Synchronschwimmen
| Athletinnen                       | Wettbewerb | Qualifikation     | Qualifikation     | Qualifikation  | Qualifikation  | Qualifikation | Qualifikation | Finale         | Finale         | Finale           | Finale           |
| Athletinnen                       | Wettbewerb | Technische Kür TK | Technische Kür TK | Freie Kür FK-Q | Freie Kür FK-Q | Gesamt        | Gesamt        | Freie Kür FK-F | Freie Kür FK-F | Gesamt TK + FK-F | Gesamt TK + FK-F |
| Athletinnen                       | Wettbewerb | Punkte            | Rang              | Punkte         | Rang           | Punkte        | Rang          | Punkte         | Rang           | Punkte           | Rang             |
| --------------------------------- | ---------- | ----------------- | ----------------- | -------------- | -------------- | ------------- | ------------- | -------------- | -------------- | ---------------- | ---------------- |
| Frauen                            |            |                   |                   |                |                |               |               |                |                |                  |                  |
| Clarissa Johnston Laura Strugnell | Duett      | 72,1667           | 22                | 70,9099        | 21             | 143,0766      | 21            | ausgeschieden  | ausgeschieden  | ausgeschieden    | ausgeschieden    |

### Triathlon
| Athleten         | Wettbewerb | Zeit      | Rang |
| ---------------- | ---------- | --------- | ---- |
| Frauen           |            |           |      |
| Simone Ackermann | Einzel     | 2:01:14 h | 17   |
| Gillian Sanders  | Einzel     | LAP       | LAP  |
| Männer           |            |           |      |
| Henri Schoeman   | Einzel     | DNF       | DNF  |

### Turnen

#### Gerätturnen
Zum ersten Mal seit 2004 nahmen südafrikanische Turnerinnen an den Olympischen Spielen teil. Dabei war es das erste Mal, dass sich gleich zwei Turnerinnen qualifizieren konnten.
| Athleten           | Wettbewerb       | Qualifikation | Qualifikation | Finale        | Finale        | Rang |
| Athleten           | Wettbewerb       | Punkte        | Rang          | Punkte        | Rang          | Rang |
| ------------------ | ---------------- | ------------- | ------------- | ------------- | ------------- | ---- |
| Frauen             |                  |               |               |               |               |      |
| Naveen Daries      | Boden            | 11,766        | 77            | ausgeschieden | ausgeschieden | 77   |
| Caitlin Rooskrantz | Boden            | 11,633        | 79            | ausgeschieden | ausgeschieden | 79   |
| Naveen Daries      | Schwebebalken    | 8,933         | 90            | ausgeschieden | ausgeschieden | 90   |
| Caitlin Rooskrantz | Schwebebalken    | 12,200        | 61            | ausgeschieden | ausgeschieden | 61   |
| Naveen Daries      | Sprung           | 12,983        | 18            | ausgeschieden | ausgeschieden | 18   |
| Caitlin Rooskrantz | Sprung           | 12,800        | –             | ausgeschieden | ausgeschieden | –    |
| Naveen Daries      | Stufenbarren     | 12,366        | 62            | ausgeschieden | ausgeschieden | 62   |
| Caitlin Rooskrantz | Stufenbarren     | 13,300        | 39            | ausgeschieden | ausgeschieden | 39   |
| Naveen Daries      | Mehrkampf Einzel | 46,365        | 76            | ausgeschieden | ausgeschieden | 76   |
| Caitlin Rooskrantz | Mehrkampf Einzel | 49,933        | 61            | ausgeschieden | ausgeschieden | 61   |

### Wasserball
Die Frauen und die Männer konnten sich jeweils als Sieger der Afrika-Selektion für die Spiele qualifizieren.
| Wettbewerb    | Frauen | Männer |
| ------------- | --- | --- |
| Athleten      | Meghan Maartens Yanah Gerber Georgie Moir Boati Motau Megan Sileno Amica Hallenndorff Shakira January Ashleigh Vaughn Hannah Muller Jordan Wedderburn Chloe Meecham Nicola Macleod Hannah Calvert | Lwazi Madi Devon Card Timothy Rezelman Ignardus Badenhorst Cameron Laurenson Ross Stone Jason Evezard Nicholas Rodda Yaseen Margro Farouk Mayman Liam Neill Donn Stewart Gareth May |
| Trainer       | Delaine Mentor | Paul Martin |
| Gruppenphase  | Spanien (4:29) Kanada (1:21) Niederlande (1:33) Australien (1:14) | Italien (2:21) Vereinigte Staaten (3:20) Ungarn (1:23) Griechenland (5:28) Japan (9:24)                                                                                             |
| Viertelfinale | ausgeschieden | ausgeschieden |
| Halbfinale    | ausgeschieden | ausgeschieden |
| Finale        | ausgeschieden | ausgeschieden |
| Platzierung   | 10 | 12 |

### Wasserspringen
| Athleten       | Wettbewerb        | Vorkampf | Vorkampf | Halbfinale    | Halbfinale    | Finale        | Finale        | Rang |
| Athleten       | Wettbewerb        | Punkte   | Rang     | Punkte        | Rang          | Punkte        | Rang          | Rang |
| -------------- | ----------------- | -------- | -------- | ------------- | ------------- | ------------- | ------------- | ---- |
| Frauen         |                   |          |          |               |               |               |               |      |
| Micaela Bouter | Kunstspringen 3 m | 216,15   | 26       | ausgeschieden | ausgeschieden | ausgeschieden | ausgeschieden | 26   |
| Julia Vincent  | Kunstspringen 3 m | 228,90   | 25       | ausgeschieden | ausgeschieden | ausgeschieden | ausgeschieden | 25   |